# Roberto I di Bassavilla
(Alessandro di Telese, Ystoria Rogerii regis Sicilie Calabrie atque Apulie)
Roberto I di Bassavilla, anche Basseville, Basunvilla, Bassonville, (... – 1140 circa), è stato conte di Conversano dal 1135.

## Biografia
Discendeva da un'antica famiglia originaria di Vassonville, vicino a Dieppe in Normandia, trapiantata nell'Italia del sud nella seconda metà dell'XI secolo.
Nel 1110, Roberto sposò Giuditta, la figlia più giovane di Ruggero I di Sicilia e della sua seconda moglie Eremburga di Mortain.
Nel 1132 il ribelle Alessandro, Conte di Conversano, fuggì in Dalmazia e fu spossessato dei suoi territori dal re Ruggero II di Sicilia che, nel 1135 diede il Principato di Capua al proprio figlio Alfonso (†1144) e la contea di Conversano al cognato Roberto.
Roberto morì poco tempo dopo e gli successe il figlio Roberto II di Bassavilla.